# Sörtjärnen (Själevads socken, Ångermanland)
Sörtjärnen är en sjö i Örnsköldsviks kommun i Ångermanland och ingår i Moälvens huvudavrinningsområde. Sjön har en area på 0,00933 kvadratkilometer och ligger 179 meter över havet.

## Delavrinningsområde
Sörtjärnen ingår i det delavrinningsområde (703607-163577) som SMHI kallar för Ovan 703799-163132. Medelhöjden är 159 meter över havet och ytan är 29,76 kvadratkilometer. Räknas de 5 avrinningsområdena uppströms in blir den ackumulerade arean 72,45 kvadratkilometer. Forsån som avvattnar avrinningsområdet har biflödesordning 2, vilket innebär att vattnet flödar genom totalt 2 vattendrag innan det når havet efter 31 kilometer. Avrinningsområdet består mestadels av skog (82 procent). Avrinningsområdet har 0 kvadratkilometer vattenytor vilket ger det en sjöprocent på 0 procent.